# Elliot Mazer
Elliot Mazer (* 5. September 1941 in New York City; † 7. Februar 2021 in San Francisco) war ein US-amerikanischer Toningenieur und Musikproduzent. Bekannt wurde er unter anderem durch seine Aufnahmen mit Linda Ronstadt, Neil Young, Bob Dylan, The Band und Janis Joplin.  Des Weiteren arbeitete er an Film- und Fernsehproduktionen für ABC und andere, unabhängige Studios, lehrte an verschiedenen Hochschulen und entwickelte digitale Audioerkennungssysteme.

## Leben
Kurz nach seiner Geburt am 5. September 1941 in New York City zog seine Familie in den nahegelegenen Vorort Teaneck in New Jersey. Im Alter von 21 heuerte ihn Bob Weinstock, ein Nachbar der Familie und Eigentümer von Prestige Records, zum Sortieren und Ausliefern von Aufnahmen an Radiosender an. Mazer arbeitete sich in die Produktionsabläufe ein, bis er schließlich 1962 selbst das Album Standard Coltrane des Jazzsaxofonisten John Coltrane aus verschiedenen Outtakes anderer Aufnahmen zusammenstellen konnte.
Mazer verstarb am 7. Februar 2021 im Alter von 79 Jahren in seinem Haus in San Francisco an einem Herzinfarkt.  In den Jahren vor seinem Tod hatte er zunehmend an Demenz gelitten.  Neil Young pries Mazer auf seiner eigenen Webpräsenz als "Meister im Studio".  Darüber hinaus zollte er ihm Anerkennung für seine Arbeit an Harvest, indem er das Album als "eine meiner am meisten anerkannten Aufnahmen" beschrieb, "und das alles kam zustande durch Elliot Mazer".

## Werk
Nach seinen Anfängen bei Prestige arbeitete Mazer bei Cameo-Parkway Records in Philadelphia. Dort produzierte er Alben für Interpreten wie Chubby Checker, Big Brother and the Holding Company (Cheap Thrills) und Linda Ronstadt (Silk Purse). Später zog Mazer nach Nashville und war dort mit Mitgründer der Quadrafonic Sound Studios. Mit Neil Young hatte er zuerst durch dessen Manager Elliot Roberts im Januar 1971 Kontakt. Young war für einen Auftritt in der Johnny Cash Show nach Nashville gekommen und hatte  Mazer zufällig bei einer Feier getroffen, wo die beiden dann über Künstler und Studios ins Gespräch gekommen waren. Mazer kannte Young vorher nicht und war mit seiner Musik nur insoweit vertraut als seine damalige Freundin Youngs Album After the Gold Rush unablässig abspielte. Einen Monat danach lud Mazer Neil Young zu sich ins Studio ein mit der Zielsetzung, ihn davon zu überzeugen, dort ein neues Album einzuspielen. Bald darauf bat Young Elliot Mazer darum, bei dem Album Harvest mitzuwirken. Es wurde ein Jahr später veröffentlicht und führte zu einer über Jahrzehnte währenden Partnerschaft zwischen beiden. Mazer zeichnete unter anderem dafür verantwortlich, das Ensemble von Studiomusikern für die Aufnahmen mit Young zusammengestellt zu haben.  Die Band bestand aus Tim Drummond am Bass, Kenny Buttrey am Schlagzeug, John Harris am Piano und Ben Keith an der Pedal-Steel-Gitarre. Später gab Neil Young der Gruppe den Namen The Stray Gators. Keith blieb mit Young musikalisch eng verbunden und arbeitete mit ihm über fast vier Jahrzehnte hin zusammen. Die meisten Aufnahmen für Harvest hatten in Mazers Studio stattgefunden, aber andere auch auf einer Ranch bei Redwood City, Kalifornien, die Young gehörte. Dort war es auch, wo Mazer die denkwürdige Forderung von Young nach "mehr Scheune!" ("more barn!") zu hören bekam. Young hatte mit Graham Nash darüber diskutiert, wie Nashs zugemischte Tonspuren mit Gesang für das Album klingen sollten. Das Album selbst erhielt schließlich in 2015 die höchste Auszeichnung mit seiner Aufnahme in die Grammy Hall of Fame.
Ab 1993 war Mazer maßgeblich an der Entwicklung des Systems Spot Control zur automatisierten Erkennung und statistischen Auswertung von Werbeinhalten im Fernsehen in Deutschland beteiligt. Das von Mazer entwickelte System „AirCheck“ kam dazu bei Media Control in Baden-Baden zur Anwendung.

## Diskographie
| Interpret                               | Titel                                   | Label                            | Jahr      |
| --------------------------------------- | --------------------------------------- | -------------------------------- | --------- |
| Crosby, Stills, Nash and Young          | CSNY 1974                               | Rhino                            | 1974–2014 |
| Bob Dylan                               | The Basement Tapes (2013)               | Columbia                         | 2013      |
| Bob Dylan & The Band                    | Live At Isle of Wight (1969)            | Columbia                         | 2013      |
| The Whybirds                            | Cold Blue Sky                           | The Little Red Recording Company | 2010      |
| Bo Allen                                | Scarecrow                               | Left Turn                        | 2009      |
| Neil Young                              | Archives Volume 1                       | Reprise                          | 2009      |
| Jake Walker                             | Confidence Man                          | Left Turn                        | 2008      |
| Soulfege                                | Soulfege                                | Left Turn                        | 2008      |
| Chelsea On The Rocks                    | Feature Film Mix                        |                                  | 2008      |
| Scott McCurry                           |                                         | Left Turn                        | 2007      |
| Pegi Young (with Neil Young)            | Pegi Young                              | Warner Bros/Vapor                | 2005      |
| Toshi Reagon (produced by Craig Street) | Have You Heard (remix)                  | Righteous Babe                   | 2005      |
| Switchfoot                              | The Beautiful Letdown (remix-Dual Disk) | Columbia                         | 2004      |
| Frank Sinatra                           | and Jobim (remix-Dual Disk)             | Reprise                          | 2004      |
| Frank Sinatra                           | September Of My Years (remix-Dual Disk) | Reprise                          | 2004      |
| Santana                                 | Supernatural (remix-DVD-A)              | Arista                           | 2003      |
| Santana                                 | Shaman (remix-DVD-A)                    | Arista                           | 2003      |
| The Who                                 | Tommy (remix consult-SACD & DVD-A)      | Geffen                           | 2003      |
| The Rat Pack (Sinatra, Martin, Davis)   | Live & Swingin’ (remix-DVD-A)           | Reprise                          | 2003      |
| Frank Sinatra                           | At The Sands (remix-DVD-A)              | Reprise                          | 2003      |
| Neil Young                              | Harvest (remix-DVD-A)                   | Warner Brothers                  | 2002      |
| Janis Joplin                            | Cheap Thrills (remix-SACD)              | Columbia                         | 2002      |
| The Byrds                               | Live At The Fillmore West               | Sony                             | 2000      |
| Gordon Lightfoot                        | Song Book (box)                         | Warner Bros.                     | 1999      |
| Janis Joplin                            | Boxed Set                               | Sony                             | 1994      |
| Neil Young                              | Lucky 13                                | Geffen                           | 1992      |
| Leonardo Music Journal                  | CD #1                                   | Leonardo                         | 1991      |
| The Dream Syndicate                     | Live at Raji's                          | Enigma                           | 1989      |
| The Dream Syndicate                     | Ghost Stories                           | Enigma                           | 1988      |
| Jennifer Warnes/Rob Wasserman           | Duets                                   | MCA                              | 1988      |
| William Ackerman                        | Sampler '88                             | Windham Hill                     | 1988      |
| Dead Kennedys                           | Give Me Convenience                     | Alt. Tent.                       | 1987      |
| William Ackerman                        | Conferring With The Moon                | Windham Hill                     | 1987      |
| Michael Hedges                          | Santabears First XMAS                   | Windham Hill                     | 1986      |
| Phil Aaberg, M. Hedges                  | The Shape of the Land                   | Windham Hill                     | 1986      |
| Scott Cossu                             | Reunion                                 | Windham Hill                     | 1985      |
| Malcom Dalglish                         | Jogging The Memory                      | Windham Hill                     | 1985      |
| Neil Young (Home Video)                 | Solo Trans                              | Pioneer                          | 1985      |
| Michael Hedges                          | Watching My Life Go By                  | Windham Hill                     | 1985      |
| Uptones                                 | Uptones                                 | 415                              | 1984      |
| Willie Nelson/Neil Young                | Real Cowboys                            | Columbia                         | 1984      |
| Neil Young                              | Old Ways                                | Geffen                           | 1984      |
| Neil Young                              | Everybody's Rockin'                     | Geffen                           | 1983      |
| Mazer, Rush, etc.                       | Digital Domain                          | Elektra                          | 1983      |
| Tammy Comstock                          | Reason To Believe                       | US/CBS                           | 1982      |
| Red Steagall                            | Can't Hold A Workin' Man Down           | US/CBS                           | 1982      |
| Janis Joplin                            | Farewell Song                           | Columbia                         | 1981      |
| Tubes                                   | Sports Fans                             | Capitol                          | 1980      |
| Neil Young                              | Hawks & Doves                           | Reprise                          | 1980      |
| Jo Allen & The Shapes                   | Shimmy Shimmy                           | 415                              | 1980      |
| Dūrocs                                  | Dūrocs                                  | Capitol                          | 1979      |
| Y & T                                   | Alcohol                                 | London                           | 1978      |
| Valdy                                   | Hot Rocks                               | A&M                              | 1978      |
| Neil Young                              | Decade                                  | Reprise                          | 1977      |
| Neil Young                              | American Stars & Bars                   | Reprise                          | 1977      |
| Juice Newton                            | Come To Me                              | Capitol                          | 1977      |
| The Band                                | The Last Waltz                          | Warner Bros.                     | 1977      |
| Dingoes                                 | Five Times The Sun                      | A & M                            | 1977      |
| Frankie Miller                          | The Rock                                | Chrysalis                        | 1976      |
| Garfield                                | Strange Streets                         | Mercury                          | 1976      |
| David Soul                              | David Soul                              | Priv. Stock                      | 1976      |
| Barclay James Harvest                   | Time Honored Ghosts                     | Polydor                          | 1975      |
| Blue                                    | Life In The Navy                        | RSO                              | 1975      |
| Andy Fairweather-Lowe                   | Spider Jiving                           | A & M                            | 1975      |
| Rab Noakes                              | Never Too Late                          | Warner Bros.                     | 1975      |
| Mike D'Abo                              | Broken Rainbows                         | A & M                            | 1974      |
| Leonard Bernstein                       | Concert for Peace                       | Columbia                         | 1974      |
| Neil Young                              | Tonight's The Night                     | Reprise                          | 1974      |
| Neil Young                              | Time Fades Away                         | Reprise                          | 1973      |
| Janis Joplin                            | Joplin In Concert                       | Columbia                         | 1973      |
| Rab Noakes                              | Red Pump Special                        | Warner Bros.                     | 1973      |
| Jack Nitzsche                           | St. Giles Cripplegate                   | Warner Bros.                     | 1972      |
| Jake Holmes                             | How Much Time                           | Columbia                         | 1972      |
| Neil Young                              | Journey Through The Past                | Reprise                          | 1972      |
| It's A Beautiful Day                    | @ Carnegie Hall                         | Columbia                         | 1972      |
| Neil Young                              | Harvest                                 | Reprise                          | 1971      |
| Tommy Live Charity Event                | LSO, Solo Artists                       | Rainbow Theatre                  | 1971      |
| Jake Holmes                             | So Close                                | Polydor                          | 1970      |
| Area Code 615                           | Trip in the Country                     | Polydor                          | 1970      |
| Nick Gravenites                         | My Labors                               | Columbia                         | 1969      |
| Michael Bloomfield                      | Live at Fillmore West                   | Columbia                         | 1969      |
| Bob Dylan                               | Isle of Wight                           | Columbia                         | 1969      |
| Area Code 615                           | Area Code 615                           | Polydor                          | 1969      |
| Jake Holmes                             | How Are You?                            | Polydor                          | 1969      |
| Gordon Lightfoot                        | Sunday Concert                          | U. A.                            | 1969      |
| Linda Ronstadt                          | Silk Purse                              | Capitol                          | 1970      |
| Big Brother and the Holding Company     | Cheap Thrills                           | Columbia                         | 1968      |
| Richie Havens                           | 1983                                    | Verve                            | 1968      |
| Ian & Sylvia                            | Full Circle                             | MGM                              | 1968      |
| Paupers                                 | Ellis Island                            | Verve                            | 1968      |
| Gordon Lightfoot                        | Back Here On Earth                      | U.A.                             | 1968      |
| Jerry Jeff Walker                       | Five Years Gone                         | Atlantic                         | 1968      |
| Pozo Seco Singers                       | Shades of Time                          | Columbia                         | 1968      |
| James Cotton                            | Cotton In Your Ears                     | Verve                            | 1968      |
| Jake Holmes                             | Letter to Katherine                     | Capitol                          | 1967      |
| Len Chandler                            | Lovin' People                           | Columbia                         | 1967      |
| "ABC Wide World of Sports"              | Music Supervisor                        |                                  | 1966      |
| "Death of a Salesman"                   | Music Supervisor                        |                                  | 1966      |
| "Shop on Main Street"                   | Music Supervisor                        |                                  | 1966      |
| "Juliet of the Spirits"                 | Music Supervisor                        |                                  | 1966      |
| El Trio Los Panchos                     | Sing Hank Williams                      | Columbia                         | 1964      |
| El Trio Los Panchos                     | Girl                                    | Columbia                         | 1964      |
| Clark Terry                             | More                                    | Cameo                            | 1963      |
| Teddy Wilson                            | Teddy Wilson                            | Cameo                            | 1963      |
| Rufus Thomas                            | Five On Eight                           | Cameo                            | 1963      |
| Maynard Ferguson                        | Come Blow Your Horn                     | Cameo                            | 1963      |
| Clark Terry                             | Tread Ye Lightly                        | Cameo                            | 1963      |
| Chubby Checker                          | Hooka Tooka/Loddy Lo                    | Cameo                            | 1963      |
| Chubby Checker                          | With Sy Oliver                          | Cameo                            | 1963      |
| The Tymes                               | To Each His Own                         | Cameo                            | 1963      |
| Jack Elliott                            | At Main Point                           | Prestige                         | 1962      |
| Lightnin' Hopkins                       | At Main Point                           | Prestige                         | 1962      |
| Pony Poindexter                         | Limbo Rock                              | Prestige                         | 1962      |
| Dave Pike                               | Bossa Nova Carnival                     | Prestige                         | 1962      |